# Palaui
Palaui is een eiland in de Filipijnen. Het eiland ligt vlak voor het noordoostelijke puntje van het eiland Luzon. Op het eiland ligt Kaap Engaño.

## Geografie

### Bestuurlijke indeling
Het eiland Palaui ligt in barangay San Vicente in de gemeente Santa Ana. De gemeente Santa Ana valt bestuurlijk onder de provincie Cagayan in de regio Cagayan Valley.

### Topografie en landschap
Het eiland Palaui ligt in het noorden van de Filipijnen op minder dan 1 km voor de kust het uiterste noordoostelijke puntje van Luzon. Palaui is 10 km lang en maximaal 5 km breed en heeft een oppervlakte van 38,5 km². Op het noordelijke deel van het eiland ligt Kaap Engaño, waar de Spanjaarden in 1892 een vuurtoren bouwden ten behoeve van de scheepvaart in het Babuyankanaal

## Natuur van Palaui
Het eiland en de wateren daaromheen werd op 28 augustus 1994 tot beschermd natuurgebied uitgeroepen. Dit Palaui Island Marine Reserve omvat 74,15 km² en kent diverse ecosystemen zoals koraalriffen, mangrovegebieden en wadden langs de kust. Er is niet veel bekend over de op het eiland levende diersoorten. Op en rond het eiland leven vele tientallen soorten trekvogels.

## Foto's

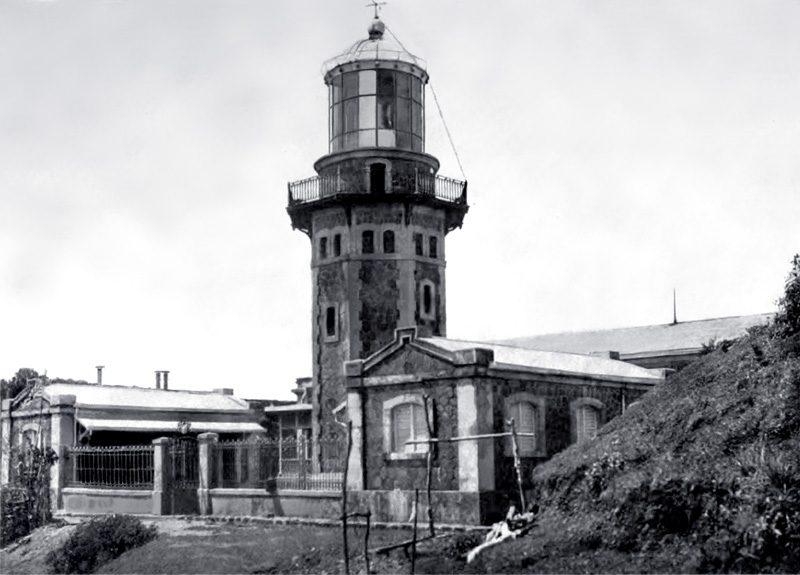
De vuurtoren van Kaap Engaño (1904)